# Quinto Rustico
Quinto Rustico (latino: Quintus Rusticus; fl. 344-345) è stato un politico romano di età imperiale.
Rustico è attestato come vir clarissimus e come praefectus urbi di Roma nel 344-345. In tale veste ricevette alcuni provvedimenti conservatisi nel Codice teodosiano.